# Русси
Ру́сси (итал. Russi, эмил.-ром. Rós, романьол. Ròss) — коммуна в Италии, располагается в регионе Эмилия-Романья, подчиняется административному центру Равенна.
Население составляет 10723 человека (на 2004 г.), плотность населения — 228 чел./км². Занимает площадь 46 км². Почтовый индекс — 48026. Телефонный код — 0544.
Покровителем населённого пункта считается Аполлинарий Равеннский. Праздник ежегодно празднуется 23 июля.
Соседние населённые пункты: Баньякавалло, Фаэнца, Форли, Равенна.

## Известные уроженцы
- Павел Пецци (р. 1960) — католический архиепископ, c 27 октября 2007 года ординарий Архиепархии Матери Божией с центром в Москве.